# Investiture des souverains grecs
L'investiture des souverains grecs (Η ορκωμοσία του βασιλιά : investiture du roi) désigne les diverses cérémonies civiles et religieuses organisées au cours de l'histoire de la Grèce contemporaine au moment de l'accession au trône d'un nouveau souverain. 
Après l'indépendance de la Grèce (1821-1829) et l'instauration d'une monarchie dans le pays (1822-1832), une cérémonie de couronnement calquée sur la tradition byzantine est envisagée pour le nouveau souverain et des regalia sont réalisés pour l'événement, prévu à la majorité du roi (1835). Othon Ier n'étant pas prêt à abjurer le catholicisme et à embrasser la foi orthodoxe, l'Église de Grèce refuse toutefois de le sacrer et une cérémonie d'intronisation beaucoup plus sobre est finalement organisée. 
À partir de 1844, les différentes constitutions grecques donnent un cadre plus précis à l'investiture du souverain. Elles prévoient ainsi l'organisation d'une double prestation de serment en présence des autorités religieuses et politiques du pays. Cependant, les troubles qui touchent le royaume de Grèce de sa fondation (1830) à sa disparition définitive (1974) compliquent l'organisation de la majeure partie des intronisations royales : celles d'Othon Ier (1835) et de Georges Ier (1863) se déroulent après des élections royales laborieuses ; celle de Constantin Ier (1913) se produit durant une guerre et après un régicide ; celle d'Alexandre Ier (1917) a lieu en pleine Première Guerre mondiale et résulte d'un coup de force de l'Entente ; celle de Georges II (1922) est le fruit d'un désastre militaire conjugué à une révolution ; celle de Paul Ier (1947) s'effectue en pleine guerre civile ; enfin, celle de Constantin II (1964) survient à un moment de fortes tensions internationales dues à la crise chypriote.

## Cérémonie d'investiture
Bien que des regalia (couronne, sceptre et épée) aient été conçus dans la perspective du sacre du roi Othon Ier,,, qui devait se tenir dans l'église Sainte-Irène (en) d'Athènes, aucun souverain hellène n'a jamais été couronné. Les deux premiers monarques grecs étant restés étrangers à la foi orthodoxe, l'Église nationale refusait en effet de les sacrer et les constitutions mises en place à partir de 1844 ont remplacé le projet de couronnement par une simple proclamation, suivie d'une prestation de serment devant le Parlement. 
À la mort de son prédécesseur (ou à sa majorité), et suivant les dispositions prévues par les articles 36 et 42 de la Constitution de 1844 (ensuite repris par l'article 43 des lois fondamentales de 1864, 1911 et 1952), le roi prêtait, en présence du gouvernement, du Saint-Synode, des parlementaires présents dans la capitale et des autres autorités supérieures, le serment suivant,,, : 

« Je jure, au nom de la Sainte, consubstantielle et indivisible Trinité, de protéger la religion dominante des Hellènes, d'observer la Constitution et les lois de la nation hellénique, et de maintenir et défendre l'indépendance nationale et l'intégrité du territoire hellénique,. »

En accord avec l'article 43 de cette même Constitution de 1844 (et des articles 49 des autres lois fondamentales de l'époque monarchique,,), le serment était ensuite répété devant le Parlement dans les deux mois suivant l'investiture royale proprement dite,,,.

## Histoire

### Investiture d'OthonIer(1835)
Par le protocole de Londres du 26 avril 1832 et le traité de Londres du 7 mai 1832, la Grèce nouvellement indépendante est transformée en royaume, avec à sa tête le prince Othon de Bavière. La majorité d'Othon est alors fixée au jour de ses vingt ans et un Conseil de Régence est mis en place,. Othon étant officiellement roi, le gouvernement provisoire organise, en juin, des festivités à Argos à l'occasion de son anniversaire. Trois députés grecs (Andréas Miaoúlis, Kóstas Bótsaris et Dimítrios Plapoútas) se présentent ensuite à la cour des Wittelsbach au nom de la nation hellène, le 15 octobre 1832. Reçus par leur nouveau souverain au Palais de la Résidence, les émissaires lui prêtent alors serment de fidélité en présence de l'archimandrite de Munich.

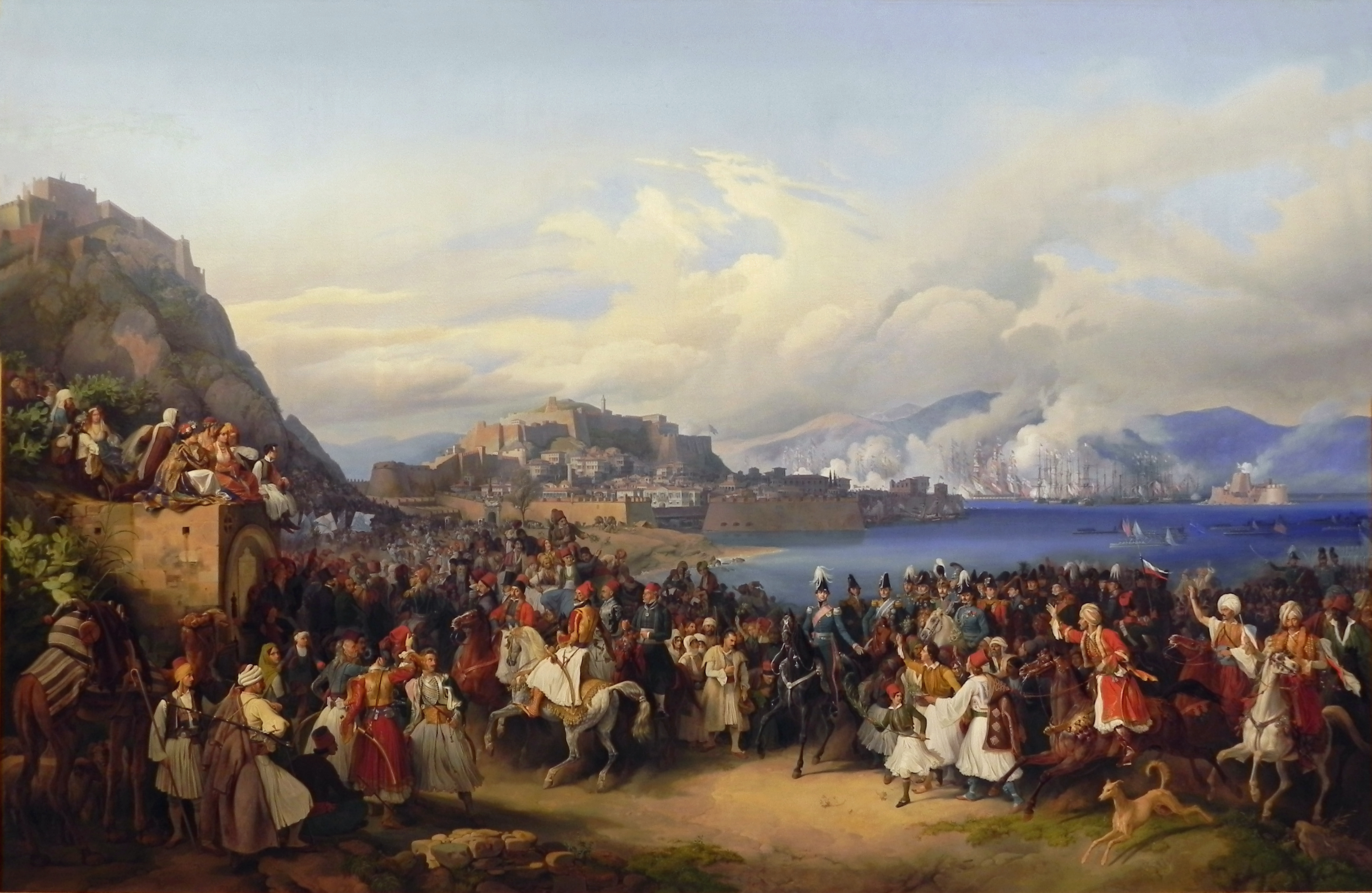
L'Entrée du roi Othon de Grèce à Nauplie. Tableau de Peter von Hess, 1835.

Othon Ier et son Conseil de Régence arrivent finalement à Nauplie le 30 janvier 1833, à une heure de l'après-midi. Le lendemain, le gouvernement grec vient présenter ses hommages au souverain et aux régents. Ce n'est cependant que le 6 février (25 janvier julien) que ces derniers débarquent solennellement en Grèce. Ils reçoivent alors un accueil triomphal, amplifié par la déclaration du jeune roi qui se dit « appelé au trône par les Hautes puissances médiatrices mais aussi par les libres suffrages des Grecs »,,.  
Dans les années qui suivent, des recherches sont effectuées dans les archives européennes afin de retrouver le protocole exact du couronnement des empereurs byzantins. Du saint chrême est apporté de Constantinople tandis que des regalia, inspirés de l'art en vogue sous les Comnènes et les Paléologues, sont commandés par Munich pour être utilisés lors de l'intronisation d'Othon. Le nouveau régime espère ainsi établir une sorte de filiation entre l'Empire byzantin et le royaume de Grèce, ce qui n'est pour plaire ni à la Russie tsariste, ni à l'Empire ottoman.
Du côté des Grecs, on espère surtout que le jeune roi profite de son couronnement pour embrasser la religion orthodoxe. C'est aussi le vœu de Saint-Pétersbourg, qui fait pression, à travers ses diplomates, pour qu'Othon abjure le catholicisme. Ce n'est cependant pas le désir du roi, qui se sent oppressé par les différentes interventions de la Russie et refuse d'aller contre sa conscience. Le Saint-Synode grec ayant finalement refusé de sacrer un « schismatique », la cérémonie du couronnement est repoussée et les fêtes qui accompagnent l'intronisation d'Othon sont réduites au minimum, sans qu'aucune légation étrangère ne soit invitée à Athènes pour l'occasion,. Déclaré majeur le 1er juin 1835, Othon adresse la proclamation qui suit à son peuple :

« Je vous promets de nouveau de protéger toujours la religion sacrée de mes sujets et d'être le ferme appui de votre sainte Église, de rendre la justice à tous, de respecter fidèlement les lois, de défendre avec l'assistance divine contre toute tentative vos libertés, vos droits, votre indépendance. Je ne cesserai jamais d'avoir en vue votre bonheur et votre gloire.
Je prendrai les précautions nécessaires pour modifier et compléter vos lois. Je protègerai de toutes mes forces vos propriétés, votre légitime liberté, et je la consoliderai par des institutions en harmonie avec la situation du pays et les justes vœux de la nation.
Dans toutes les circonstances je prouverai mon profond respect pour l'Église d'Orient, et à ce sujet j'aurai pour le trône de Grèce en ce qui concerne mes descendants, une prévoyance particulière. »

Des années plus tard, après le coup d'État du 3 septembre 1843, le royaume de Grèce se dote d'une Constitution, qu'Othon Ier jure de respecter lors d'une cérémonie organisée le 30 mars 1844. Pour la première fois, un souverain grec prononce ainsi, devant le Parlement, la formule qui rythme ensuite toutes les intronisations royales,,. Après l'événement, un Te Deum est organisé dans l'église Sainte-Irène (en), un cortège populaire se rend jusqu'au palais et des illuminations sont organisées dans tout Athènes.

### Investiture de GeorgesIer(1863)
En octobre 1862, une révolution renverse le roi Othon Ier. Quelques mois plus tard, le 16 février 1863, un décret du gouvernement provisoire proclame la déchéance de la dynastie des Wittelsbach tout entière. Dans ces conditions, les autorités du pays et les chancelleries étrangères se mettent en quête d'un nouveau souverain. En mars 1863, les grandes puissances s'accordent sur la candidature du prince Guillaume de Danemark, qui est élu roi par l'Assemblée nationale grecque sous le nom de Georges Ier le 30 mars 1863 (18 mars julien),.

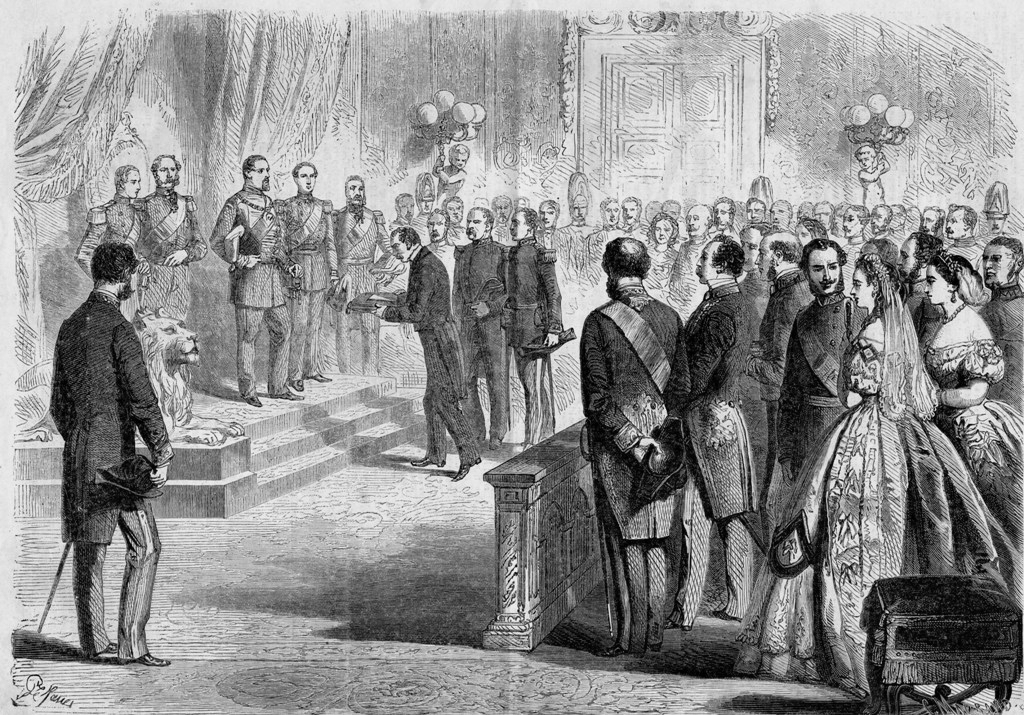
Thrasivoúlos Zaïmis présentant, sur un coussin, le décret reconnaissant l'élection du prince Guillaume comme roi des Hellènes au roi Christian VII de Danemark. The Illustrated London News, 1863.

La conférence de Londres du 5 juin 1863 ayant finalement rendu cette élection effective, le prince est proclamé roi des Hellènes au palais de Christiansborg le lendemain à 11h. Vêtu d'un uniforme de capitaine de vaisseau, Guillaume-Georges est alors conduit par le roi Frédéric VII de Danemark devant une assemblée composée de membres de la famille royale, de ministres et d'autres dignitaires danois mais aussi des représentants des « puissances protectrices » et d'une délégation grecque conduite par l'amiral Konstantínos Kanáris. Après lecture, par la députation hellène, du décret constatant l'élection royale, Frédéric VII accepte la couronne pour son jeune cousin avant de le décorer de l'ordre de l'Éléphant,,. Cette première cérémonie terminée, une autre est organisée à 13h. Accompagné de ses seuls parents, Georges Ier retrouve la délégation grecque qui le félicite pour son élection. Le roi des Hellènes s'adresse alors aux émissaires en ces termes :

« Mon âme est pénétrée de joie en recevant aujourd'hui les premiers saluts des représentants du peuple grec, et j'éprouve une profonde émotion à les entendre de la bouche d'un homme dont le nom glorieux reste d'une manière impérissable lié à la renaissance de la Grèce. Je comprends dès à présent toute la responsabilité de la tâche qui m'est confiée, je promets d'y consacrer les meilleures forces de ma vie, et je compte sur le concours loyal et constant du peuple grec pour atteindre notre but commun, le bonheur de la Grèce. Né et élevé dans un pays où l'ordre légal marche de front avec la liberté constitutionnelle, et qui est ainsi parvenu à un développement fécond et bienfaisant, j'emporterai dans ma nouvelle patrie un enseignement qui ne sortira jamais de ma mémoire et qui gravera dans mon cœur en traits ineffaçables la devise du roi de Danemark : « L'amour de mon peuple fait ma force »,. »

Plusieurs mois s'écoulent ensuite avant que Georges Ier foule le pied de son nouveau pays. Débarqué au Pirée le 30 octobre 1863 (26 octobre julien) à 10h, il fait son entrée à Athènes une heure plus tard, à bord d'une calèche découverte tirée par six chevaux à la Daumont et vêtu d'un simple uniforme de général de la garde nationale. Acclamé par une foule en liesse, qui prend d'assaut sa voiture pour le couvrir de baisers et le toucher, le jeune roi traverse pas moins de trois arcs de triomphe avant de gagner la cathédrale. Après un Te Deum, le monarque se rend au parlement pour son intronisation. Malgré son jeune âge (il n'a pas encore dix-huit ans), Georges a été déclaré majeur par l’Assemblée hellénique le 27 juin 1863 et c'est donc en tant que souverain de plein droit qu'il prête le serment prévu par la Constitution de 1844. La cérémonie est sobre et se déroule en l'absence du corps diplomatique, qui est informé officiellement, dans la soirée, que le souverain a pris possession de son trône. Devant les députés réunis, le roi se signe et embrasse la Bible, avant d'entonner la formule rituelle. Plus tard, il adresse la proclamation qui suit à ses nouveaux sujets :

« […] Je promets de consacrer ma vie entière à votre bonheur. Non seulement je respecterai et j'observerai scrupuleusement vos lois et avant tout la Constitution […] mais je révérerai et j'apprendrai à aimer vos institutions, vos mœurs, votre langue, tout ce que vous vénérez, comme déjà je vous aime vous-mêmes. […] Je prierai les meilleurs et les plus habiles hommes qui sont parmi vous de se grouper autour de moi, sans regarder aux divergences politiques antérieures. […] Le but de mon ambition sera celui-ci : rendre la Grèce, autant qu'il dépendra de moi, un royaume modèle en Orient. »

C'est le début de festivités qui durent trois jours et pendant lesquelles l'Acropole et l'Olympéion sont illuminés en l'honneur du souverain,. Un an plus tard, après l'adoption d'une nouvelle loi fondamentale par ses sujets, le roi répète une dernière fois son serment de fidélité devant l'Assemblée le 28 novembre 1864,.

### Investiture de ConstantinIer(1913)
Le 18 mars 1913 (5 mars julien), alors que la Grèce est en pleine guerre contre l'Empire ottoman, le roi Georges Ier est assassiné à Thessalonique, ville tout juste rattachée au pays. Averti de la mort de son père alors qu'il se trouve à Ioánnina, Constantin Ier adresse ses premiers mots à l'Armée :

« Un attentat impie contre la personne sacrée du Roi nous prive de notre chef à un moment très critique pour toute la nation hellénique. Je suis maintenant appelé par la Providence à succéder à mon inoubliable père sur ce trône qu'il avait si longtemps illustré et honoré.
Je porte cette nouvelle à la connaissance de mon armée à laquelle j'ai dévoué toute ma vie, avec laquelle des guerres malheureuses et heureuses m'ont indissolublement lié. Je lui déclare que, marchant toujours à sa tête, je ne cesserai jamais de consacrer toute ma sollicitude aux armées de terre et de mer, dont les glorieux exploits ont grandi et illustré la patrie,. »

Dans le même temps, à Athènes, le Premier ministre Elefthérios Venizélos se rend devant la Chambre pour y annoncer la mort de Georges Ier et l'accession au trône de Constantin Ier. 

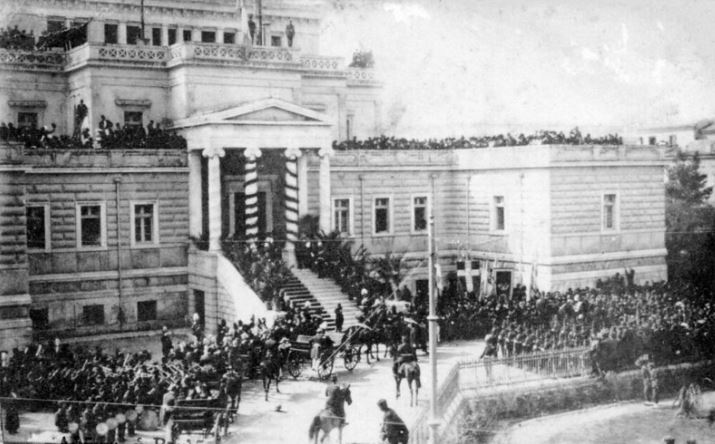
Le cortège royal se rendant au Parlement (1913).

Après cela, le nouveau souverain quitte le front épirote pour rentrer à Athènes, où il arrive le 20 mars. Ainsi que le prévoit la Constitution de 1911, il prête serment devant le Parlement hellénique le lendemain,. Le quotidien français Le Gaulois rapporte l'événement en ces termes :

« […] Dès l'aube, la foule s'est répandue dans les rues, principalement aux abords de la Chambre et sur le chemin que devait parcourir le cortège royal. Longtemps avant l'ouverture de la séance, les tribunes de la Chambre étaient bondées et tous les députés à leur place.
À dix heures et demie, cent et un coups de canon annoncent que le Roi quitte le palais. Sur tout le parcours, des ovations enthousiastes sont faites au nouveau souverain, tandis que tambours et clairons battent et sonnent aux champs et que les musiques militaires jouent l'hymne national.
Suivi de la reine Sophie, du diadoque Georges et du prince Alexandre, le Roi fait son entrée à la Chambre. Tous les députés sont debout silencieux. Le Roi porte l'uniforme de généralissime avec les aiguillettes noires ; la Reine est en grand deuil et porte le grand cordon de l'ordre du Sauveur. Dans la loge royale se tiennent seules, également en grand deuil, les princesses Hélène et Marie.
Lorsque le Roi et la Reine eurent pris place sur les trônes qui leur avaient été préparés, le métropolite d'Athènes (el) a fait une courte prière ; puis il a lu la formule du serment, que le Roi a répétée aussitôt après lui, d'une voix haute et calme. Le procès-verbal de la prestation de serment a été ensuite signé par le Roi, le métropolite et les ministres.
À peine le Roi avait-il prononcé les derniers mots du serment qu'une immense acclamation s'élevait de toutes parts, des bancs des députés et des loges : « Vive le roi Constantin ! Vive la Grèce ! Vive l'armée hellénique ! ». Ces acclamations se sont renouvelées frénétiques, enthousiastes, sur le parcours du cortège, jusqu'au retour du couple royal au palais. »

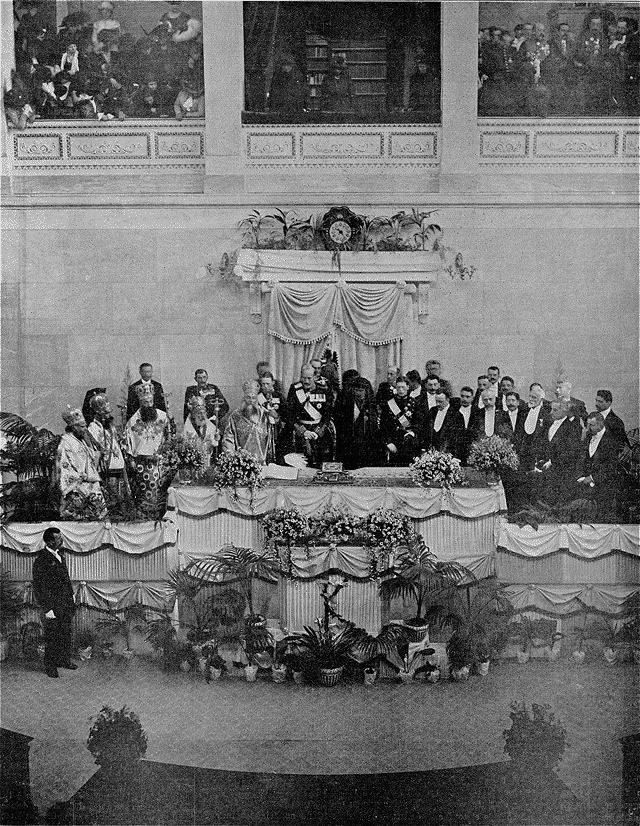
Prestation de serment de Constantin Ier (1913).

Plus succincte, la description faite par le journal L'Illustration diffère légèrement de la précédente en faisant notamment apparaître d'autres membres de la famille royale lors de la cérémonie :

« Sur l'estrade, élevée au fond de l'hémicycle où siège d'habitude le président de l'assemblée, en arrière et au-dessus de la tribune, le roi Constantin prit place, ayant à sa gauche la reine Sophie en grand deuil, à sa droite le métropolite d'Athènes. Il était entouré des princes ses enfants et ses frères, de tous les ministres, du haut clergé.
La cérémonie fut brève et d'une grande simplicité. Le métropolite […] lut la formule du serment. Puis le roi, la main tendue sur l'évangéliaire, jura. Mais le respectueux enthousiasme que témoigna au roi et à la reine le Parlement entier donna à cette solennité un caractère particulièrement émouvant. »

Le site internet The Royal Watcher évoque, lui aussi, la présence de trois des enfants du souverains (les princes Georges et Alexandre et la princesse Hélène) et de plusieurs de ses frères (les princes Georges, Nicolas et André) et belle-sœur (la grande-duchesse Hélène Vladimirovna de Russie). Pourtant, le prince Nicolas est encore à Thessalonique au moment de l'intronisation. Quant à son épouse Hélène, elle se trouve très probablement en Serbie, puisque c'est à Belgrade qu'elle apprend l'assassinat de son beau-père. De leur côté, le prince André et son épouse Alice de Battenberg sont en route pour Thessalonique avec la reine douairière Olga,,. En revanche, le prince Christophe assiste vraisemblablement à l'investiture de son frère, puisqu'il se trouve dans la capitale lorsqu'elle se déroule. Il en va de même pour la princesse Marie Bonaparte, qui est restée à Athènes, alors que son époux a choisi de partir pour Thessalonique.
Quoi qu'il en soit, deux jours après ces événements, Constantin Ier embarque pour Thessalonique afin de se recueillir sur la dépouille de son père et de la ramener dans la capitale pour des funérailles officielles. Plusieurs mois plus tard, alors que les guerres balkaniques viennent tout juste de se terminer, une rumeur circule dans la presse française. La Grèce aurait prévu de faire couronner Constantin en mai 1914 (date anniversaire de la prise de Constantinople par les Turcs) et la cérémonie serait organisée selon la tradition byzantine,,. Pour l'occasion, la couronne et le manteau des empereurs Jean Ier Tzimiskès et Nicéphore II Phocas seraient rapportés à Athènes depuis le monastère de la Grande-Laure du Mont Athos,,. Cependant, cette information est bientôt démentie et Constantin n'est jamais couronné.

### Investiture d'AlexandreIer(1917)

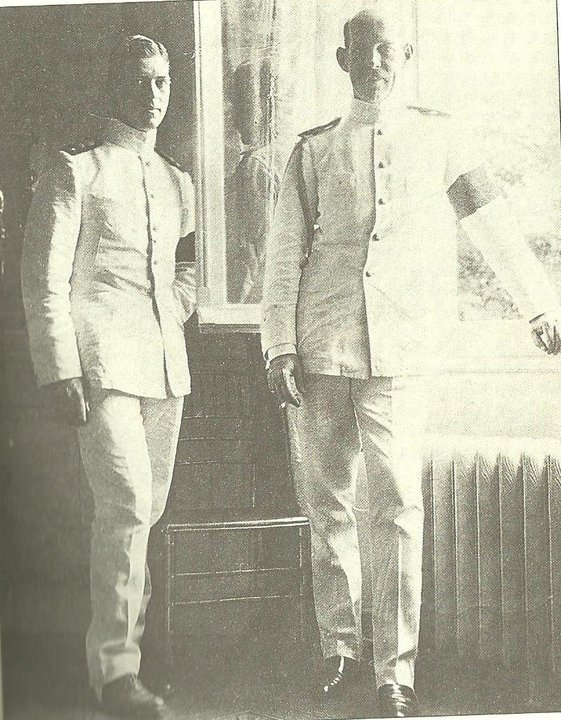
Les rois Alexandre Ier et Constantin Ier vers 1913.

Pendant la Première Guerre mondiale, la Grèce est secouée par le Schisme national, qui oppose monarchistes affichant une neutralité bienveillante envers l'Allemagne et vénizélistes partisans d'une participation au conflit au côté de l'Entente. Après une longue période de guerre civile larvée, Charles Jonnart, le Haut-Commissaire allié en Grèce, ordonne au roi Constantin de quitter le pouvoir le 10 juin 1917. Sous la menace d'un débarquement au Pirée, le souverain accepte de partir en exil, sans toutefois abdiquer. L'Entente ne souhaitant pas instaurer la république en Grèce, l'un des membres de la famille de Constantin doit lui succéder. Cependant, comme le diadoque est jugé tout aussi germanophile que son père, c'est le prince Alexandre, deuxième fils du roi, qu'Elefthérios Venizélos et les Alliés choisissent comme nouveau monarque,.
La cérémonie par laquelle Alexandre Ier monte sur le trône, le 10 juin 1917, est entourée de tristesse. Hormis l'archevêque d'Athènes Théoclète Ier (el), qui reçoit le serment du nouveau souverain, seuls y assistent le roi Constantin Ier, le diadoque Georges et le Premier ministre Aléxandros Zaïmis. Aucune festivité ni aucune pompe n'entourent l’événement, qui demeure d'ailleurs secret,. Alexandre, qui a alors vingt-trois ans, a la voix cassée et les larmes aux yeux lorsqu'il prête serment de fidélité sur la Constitution. Il sait qu'il s'apprête à jouer un rôle difficile dans la mesure où l'Entente et les vénizélistes sont opposés à la famille royale et ne sont pas prêts à lui obéir. Surtout, il est conscient que son règne est de toute façon illégitime. De fait, ni son père ni son frère aîné n’ont renoncé à leurs droits sur la couronne et, avant la cérémonie, Constantin a longuement expliqué à son fils qu'il est désormais l'occupant du trône, mais pas le véritable monarque,.
Le discours que le nouveau souverain adresse à son peuple après la cérémonie traduit cet état d'esprit :

« Au moment où mon auguste Père, faisant un sacrifice suprême à notre chère patrie, me confie les lourds devoirs du trône hellénique, je n’exprime qu'un seul souhait, c'est que Dieu, exauçant ses vœux, protège la Grèce et nous permette de la revoir unie et puissante.
Dans ma douleur d'être séparé, en des circonstances aussi critiques, de mon père bien-aimé, j'ai pour seule consolation de remplir son mandat sacré. Je tacherai de le réaliser de toutes mes forces, suivant les traces de son règne si brillant, avec le concours du peuple sur l'amour duquel s'appuie la dynastie grecque. J'ai la conviction qu'obéissant aux volonté de mon père, le peuple contribuera par sa soumission à ce qu'en commun nous tirions notre chère patrie de la terrible situation dans laquelle elle se trouve. »

Une fois Constantin Ier parti en exil et Venizélos revenu à la tête du gouvernement, l'investiture d'Alexandre Ier est renouvelée dans l'enceinte du Parlement le 4 août 1917. L'Excelsior du 6 août 1917 décrit ainsi l'événement :

« […] Il était exactement dix heures trente, lorsque M. Soufoulis, président de la Chambre, entra dans la salle des séances qui était pavoisée aux couleurs grecques et où plusieurs guirlandes de fleurs entouraient le monogramme du souverain.
Les représentants du corps diplomatique, au grand complet, se rangeaient à la droite du fauteuil présidentiel.
Les tribunes étaient bondées. On remarquait dans l'assistance les dames les plus notables de la capitale.
Quelques minutes après, les ministres firent leur entrée. Le roi Alexandre parut ensuite, accompagné de M. Venizélos et entouré des officiers de sa maison civile et militaire.
Le nouveau souverain fut accueilli par des applaudissements unanimes ; il s'inclina en signe de remerciement.
Le métropolite s'avança alors, lui présenta l'Évangile et se mit à lire la formule de la prestation de serment que le roi répéta, la main posée sur le livre, en ajoutant à chaque phrase : « Je le jure. »
Après la signature de l'acte, M. Venizélos remit le discours du Trône au souverain qui commença sa lecture d'une voix hésitante et où perçait une vive émotion. […] Le discours, qui dura un quart d'heure, fut écouté dans le plus grand silence. L'assistance salua la péroraison aux cris de « Vive le Roi ! »
À la sortie, qui eut lieu sans provoquer aucun incident, la foule massée sur le passage du cortège acclama longuement le roi Alexandre et M. Venizélos et les membres du gouvernement.
Les troupes de la défense nationale, sous le commandement de l'héroïque général Christadoulo, faisaient le service d'honneur. »

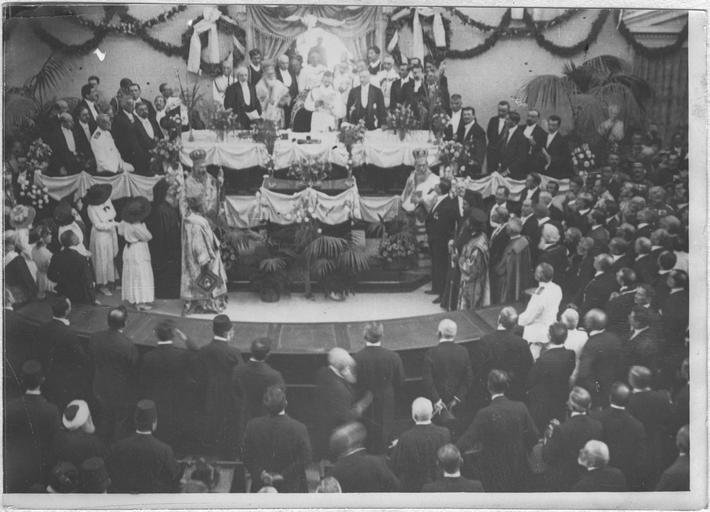
Prestation de serment du roi Alexandre Ier, le 4 août 1917.

Réduit au rang de souverain fantoche, Alexandre Ier apparaît finalement comme le prisonnier des vénizélistes.

### Investiture de Georges II (1922)
Après la mort accidentelle d'Alexandre Ier, victime d'une septicémie provoquée par la morsure d'un singe apprivoisé, et le retour au pouvoir de Constantin Ier en 1920, la Grèce s'enfonce dans la guerre gréco-turque. Les revers militaires que connaît alors le pays favorisent l'éclatement d'une nouvelle révolution, qui conduit le souverain à abdiquer définitivement le 27 septembre 1922 (13 septembre julien). Le jour même, son fils aîné lui succède sous le nom de Georges II.
Les sources concernant l'événement sont rares et floues. La presse française de l'époque met ainsi l'accent sur la confusion qui règne à Athènes. L'Action française du 28 septembre indique, par exemple, que Constantin Ier aurait été fait prisonnier et que son fils Georges serait prêt à renoncer à la Couronne au profit de son oncle, le prince Christophe. De la même façon, Le Petit Journal du même jour s'interroge sur le nom du futur souverain : « Georges II ou Christophe Ier ? ».
Le journal intime du prince Nicolas nous en apprend davantage sur les événements qui se déroulent le 27 septembre :

« Nous étions dans le hall [du palais royal], en haut de l'escalier, et nous attendions la venue d'un prêtre pour organiser le serment du nouveau roi ! Le métropolite [ Théoclète Ier (el) ] se trouvait quelque part à la campagne et aucun membre du Saint-Synode n'était présent à Athènes. Vers midi, nous avons finalement trouvé un prêtre. [Le Premier ministre] Triantaphyllákos et [le ministre des Affaires étrangères] Kalogerópoulos ont été prévenus : ils attendaient dans le bureau des aides de camp du roi. La prestation de serment s'est déroulée en bas, dans le bureau du roi Constantin Ier, sans aucune pompe. Tout le monde portait des vêtements ordinaires. Moi, je discutais avec Ioánnis Metaxás dans un coin, près de l'escalier. Le roi Constantin se trouvait un peu plus loin, et discutait avec l'aide de camp de service. Seuls étaient présents à la prestation de serment le Diadoque, Triantaphyllákos et Kalogerópoulos. Tous ces événements se sont enchaînés les uns après les autres à une vitesse dramatique et étonnante, et nous étions tellement confus que nous ne ressentions aucune émotion. Pourtant, quel moment historique cela a été pour notre famille et pour la pauvre Grèce ! »

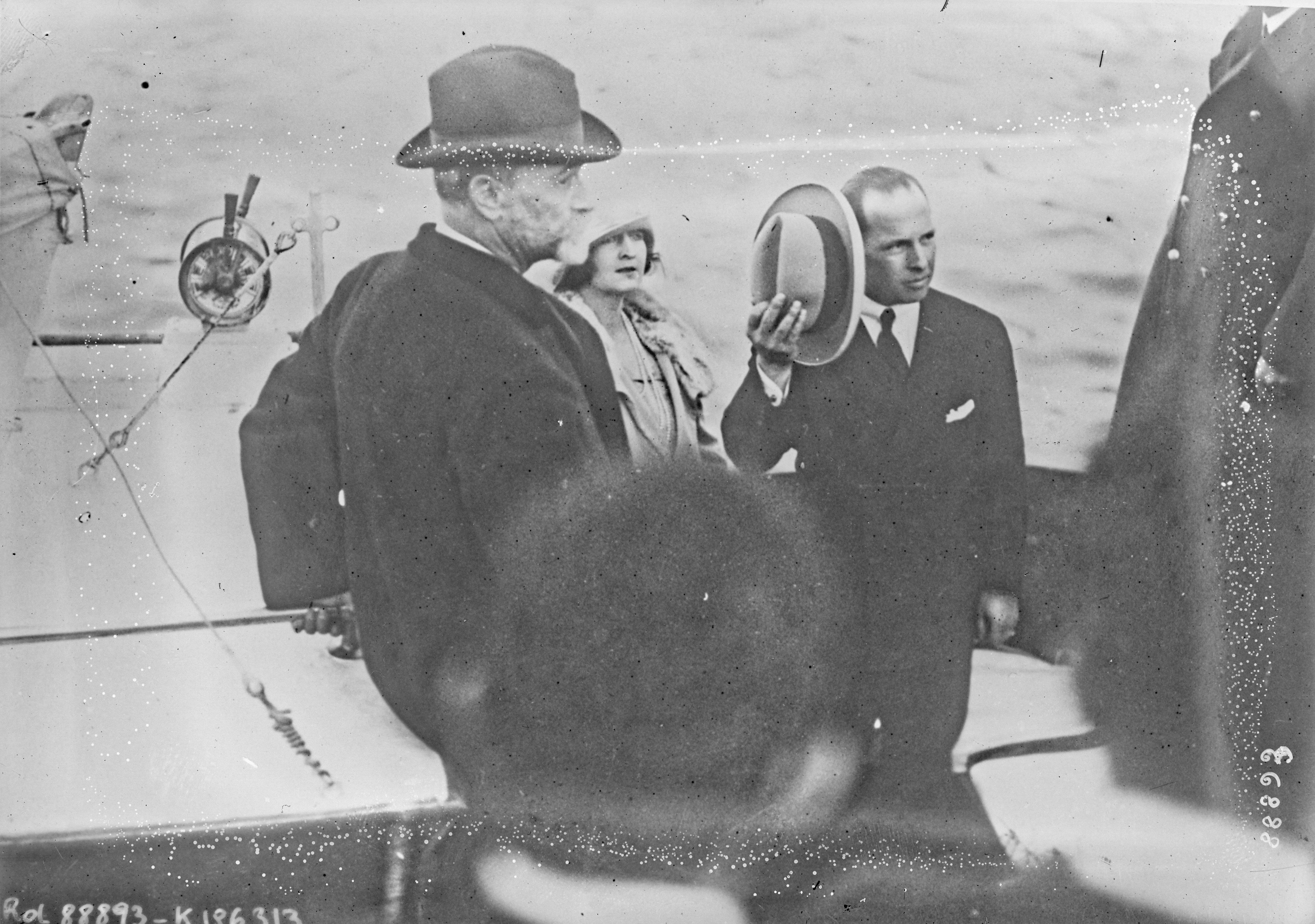
Le roi Georges II et son épouse quittant la Grèce en 1923.

Une fois le serment royal prononcé et l'investiture enregistrée, le gouvernement Triantaphyllákos (el) présente sa démission au nouveau monarque, qui l'accepte,,. Plus tard dans la journée, à 17h, Georges II se rend au Parlement pour renouveler son serment devant les élus de la Nation. Par la suite, la capitale est illuminée en l'honneur du nouveau monarque,.
Une fois les vénizélistes revenus au pouvoir, Georges II est réduit au statut de souverain fantoche. Poussé à l'exil le 19 décembre 1923, il est finalement renversé le 25 mars 1924. Rappelé sur le trône par un coup d'État militaire suivi d'un référendum, le souverain reprend toutefois la tête de son pays le 25 novembre 1935,.

### Investiture de PaulIer(1947)
Le roi Georges II ayant trouvé la mort le 1er avril 1947 à 13h55, son frère Paul lui succède alors que la Grèce est en pleine guerre civile. Un peu avant 20h, le monarque se rend dans la salle du trône du palais royal pour y prêter le serment prescrit par la Constitution de 1911. La cérémonie réunit le Premier ministre et le gouvernement, le président et les vice-présidents du Parlement, environ quatre-vingts députés présents dans la capitale, l'archevêque d'Athènes et les membres du Saint-Synode, les membres du Conseil d'État, de la Cour suprême, de la Cour des Comptes (en), des officiers des forces armées, des ministres plénipotentiaires et d'autres hauts fonctionnaires. Ainsi qu'elle l'a expliqué dans ses Mémoires, la reine Frederika assiste quant à elle à la scène depuis un petit balcon situé en hauteur, cachée derrière un rideau. 

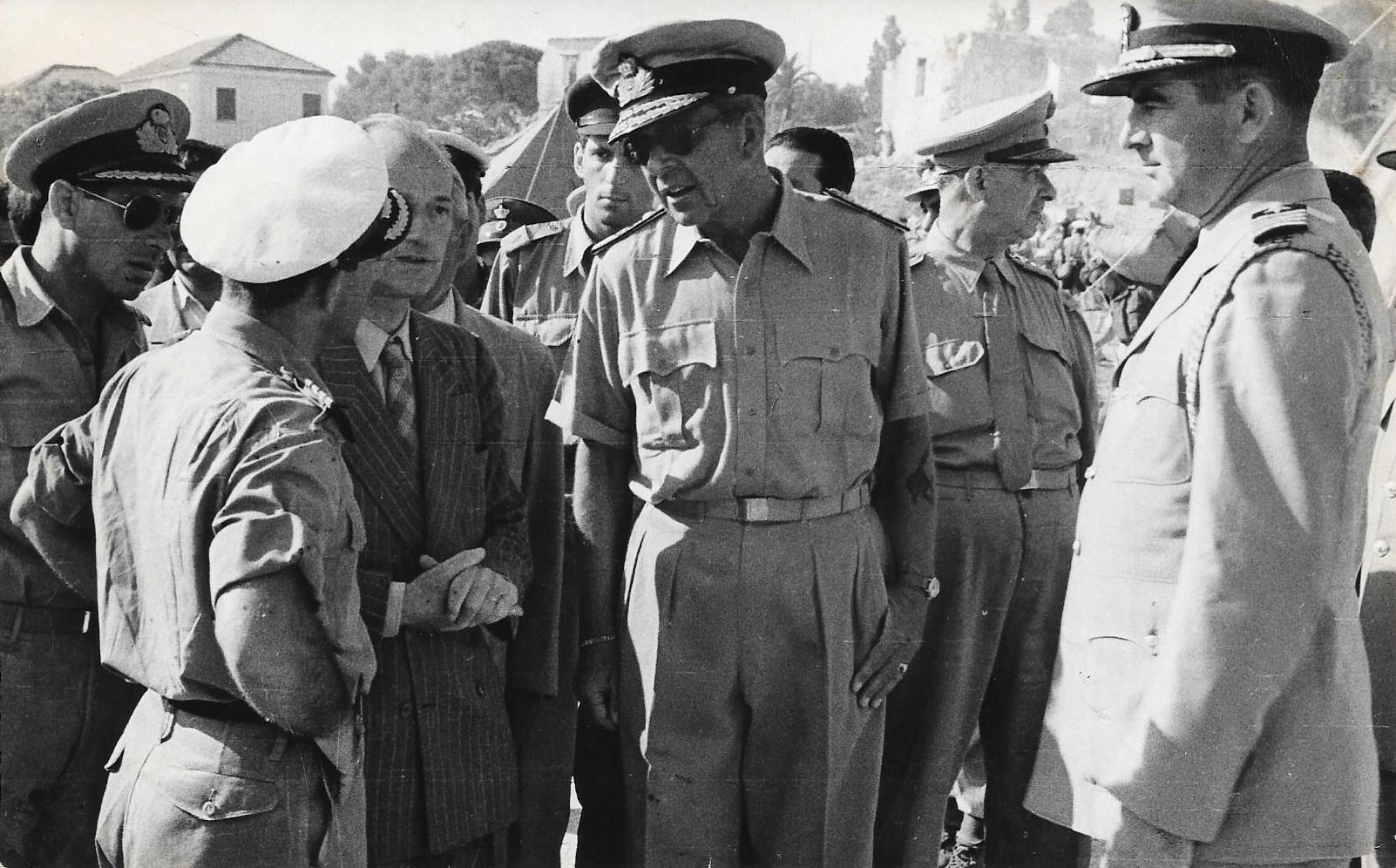
Le roi Paul Ier en 1953.

Vêtu d'un uniforme d'amiral, Paul Ier est accueilli dans la salle du trône par le Premier ministre Dimítrios Máximos et l'archevêque Damaskinos. Le souverain prend place devant une table où sont placés l'Évangile et deux chandeliers, avec l'archevêque à sa droite et le Premier ministre à sa gauche. Le chef du gouvernement s'adresse alors à l'assemblée en ces termes : « C'est avec une profonde tristesse que je nous annonce la mort soudaine du roi George II. Sa Majesté le roi Paul lui succède sur le trône et prêtera serment devant vous selon les articles 43 et 49 de la Constitution actuelle. » Une fois la prestation de serment réalisée, le président du Parlement Ioánnis Theotókis crie « Vive le Roi ! », ce qui marque le début du règne de Paul Ier. 
La cérémonie terminée, le gouvernement Máximos présente au roi sa démission, mais celui-ci la refuse. Finalement, à 22h30, Paul Ier s'adresse à ses sujets depuis la station de radio d'Athènes :

« Grecs, c'est avec le cœur brisé que je vous annonce la mort prématurée de mon bien-aimé frère, notre roi Georges II. Il quitte ce monde avec une conscience tranquille, n'ayant refusé aucun sacrifice au service de notre patrie. Appelé aujourd'hui à poursuivre sa tâche, je consacrerai toutes les forces de mon âme au bien de la nation. Notre patrie éternelle nous demande aujourd'hui de lutter pour son existence, son indépendance et ses libertés. Unis, nous mènerons ce combat à bonne fin. Vive la Grèce !, »

Le 21 avril suivant, le roi renouvelle son serment devant le Parlement, en présence de l'archevêque Damaskinos. Il s'adresse ensuite aux députés, à qui il déclare qu'il accueillera les guérilleros communistes qui déposeront les armes « comme un père reçoit son fils repenti ». Une fois la cérémonie terminée, Paul Ier est acclamé par l'Assemblée et 101 coups de canons sont donnés en son honneur.

### Investiture de Constantin II (1964)

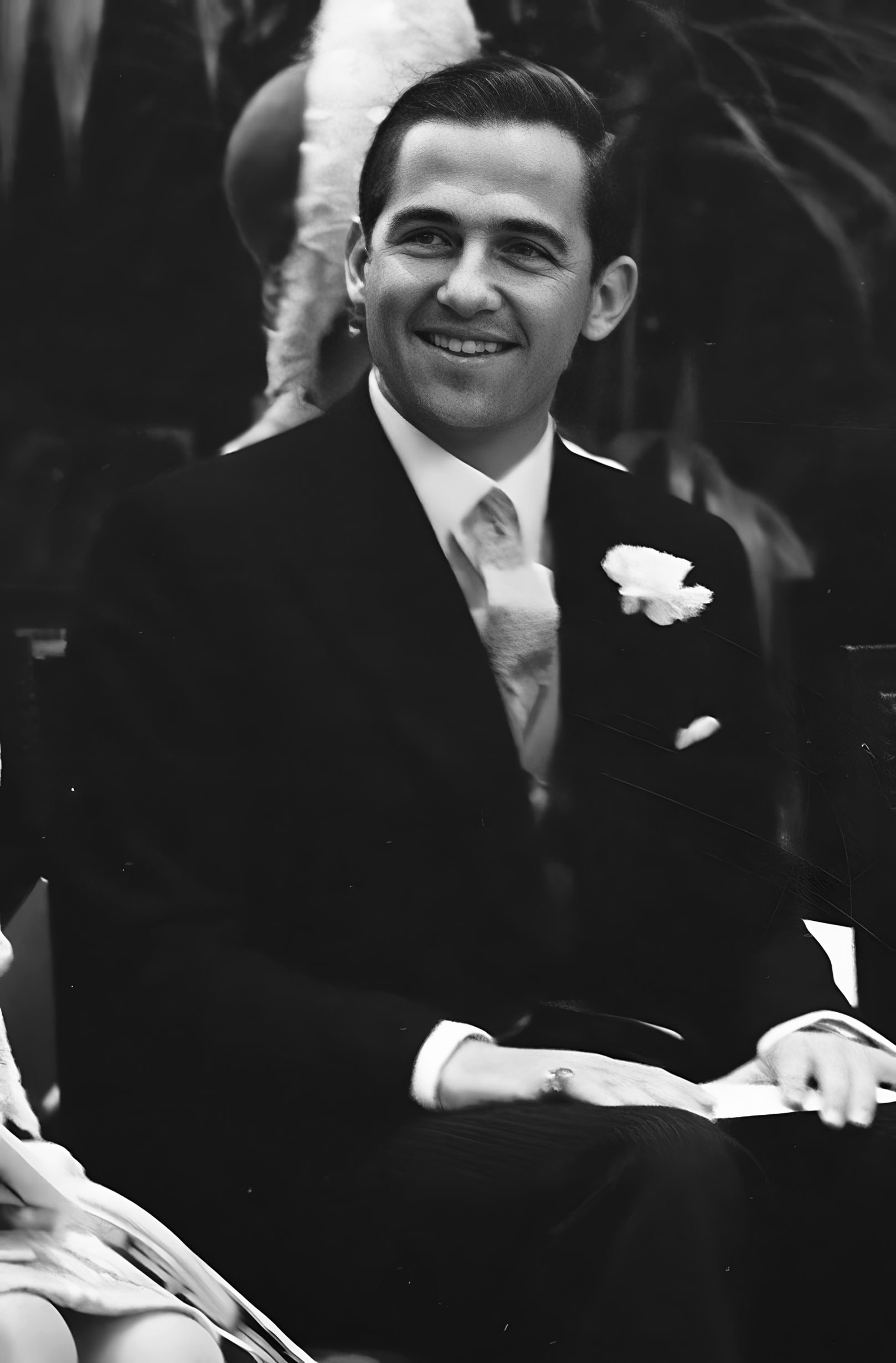
Le roi Constantin II en 1966.

Déjà régent depuis le 20 février 1964,, Constantin II monte sur le trône à la mort de son père, le roi Paul Ier, le 6 mars 1964, dans un contexte de retour des violences inter-ethniques à Chypre. Accompagné de sa sœur Irène, désormais diadoque, et de son cousin le prince Michel, aide de camp royal, le nouveau monarque arrive dans la salle du trône du palais à 19h30 afin d'y prêter le serment prévu par la Constitution de 1952. Vêtu d'un uniforme de maréchal, Constantin II apparaît visiblement très fatigué et ému,.
Conformément au protocole, le Premier ministre Geórgios Papandréou annonce alors à l'assemblée, composée de l'archevêque d'Athènes et du Saint-Synode, des ministres, des membres de la Cour suprême et du Conseil d'État, des chefs des forces armées et d'autres représentants de l'autorité, que le roi Constantin II succède à son père et qu'il va prêter serment sur la base des articles 43 et 49 de la Loi fondamentale. La voix marquée par l'émotion, le souverain répète ensuite les paroles du serment. Ceci terminé, le Premier ministre crie « Vive le roi ! ». Finalement, le roi, le Premier ministre, le président du Parlement, l'archevêque d'Athènes et les membres du cabinet signent le procès-verbal de la cérémonie.
Un peu plus tard, à 21h30, le jeune monarque s'adresse à ses sujets à travers un discours radiodiffusé, transcrit par The New York Times :

« Je succède à mon père sur le trône avec la ferme détermination de suivre son bon exemple et de m'inspirer de ses vertus au moment d'exécuter mes devoirs constitutionnels.
Je m'engage à servir mon pays avec une dévotion sans réserve et toute ma détermination en tant que gardien vigilant des institutions libres du régime démocratique. Mes seules pensées et efforts seront toujours l'intérêt vrai et suprême de notre patrie. »

Dans les jours qui suivent, la Grèce est confrontée à un dilemme d'ordre constitutionnel. Des élections législatives s'étant tenu peu avant la mort de Paul Ier, un décret royal est nécessaire pour convoquer le nouveau Parlement. Or, Constantin II n'ayant pas encore prêté serment devant les députés, on s'interroge sur sa capacité à signer le fameux décret. La Constitution n'ayant pas prévu ce cas d'espèce, il est finalement décidé que le Parlement serait convoqué normalement afin de permettre le renouvellement du serment royal.  
Le 23 mars 1964, Constantin II se rend donc au Parlement, accompagné de sa seule sœur. Accueilli par le Premier ministre dans l'enceinte du bâtiment, il est ensuite annoncé par le président de la chambre Geórgios Athanasiádis-Nóvas. S'ensuit un service religieux donné par l'archevêque Chrysostome II et un bref discours du président du Parlement. Le roi prête ensuite le serment prévu par la Constitution, avant de lire le discours du Trône préparé par Geórgios Papandréou. D'après les Mémoires du roi, ce texte a été l'occasion d'une première friction entre lui et le Premier ministre, car le souverain n'était pas d'accord avec la remise en cause des accords de Zurich trois ans seulement après leur signature. Le monarque accomplit néanmoins son devoir et lit le texte qui lui a été fourni.

### Symboles de la monarchie
- (el) Andréas Mégos, Εραλδικά Σύμβολα και Διάσημα του Βασιλείου της Ελλάδος [« Symboles et emblèmes héraldiques du royaume de Grèce »], Εκδόσεις Στέμμα,‎ 2015 (ISBN 9786188208513).

### Biographies des souverains
- (en) Leonard Bower, Otho I : King of Greece, A Biography, Royalty Digest, 2001 (ISBN 1-905159-12-9). [réédition d'un ouvrage de 1939]
- (en) Captain Walter Christmas (trad. du danois), King George of Greece, New York, MacBride, Naste & Company, 1914 (ISBN 1402175272, lire en ligne).
- (en) Stelio Hourmouzios, No Ordinary Crown : A Biography of King Paul of the Hellenes, Weidenfeld & N, 1972, 416 p. (ISBN 0-297-99408-5).
- (en) Nicholas Tantzos, H.M. Konstantine XIII : King of the Hellenes, Atlantic International Publications, 1990, 264 p. (ISBN 0-938311-12-3).
- (en) John Van der Kiste, Kings of the Hellenes : The Greek Kings, 1863-1974, Sutton Publishing, 1994, 200 p. (ISBN 0-7509-2147-1).

### Histoire de la Grèce
- (fr) Édouard Driault et Michel Lhéritier, Histoire diplomatique de la Grèce de 1821 à nos jours : Le Règne d'Othon - La Grande Idée (1830-1862), t. II, PUF, 1926 (lire en ligne).
- (fr) Édouard Driault et Michel Lhéritier, Histoire diplomatique de la Grèce de 1821 à nos jours : Le Règne de Georges Ier avant le traité de Berlin (1862-1878) - Hellénisme et slavisme, t. III, PUF, 1926 (lire en ligne).
- (fr) Édouard Driault et Michel Lhéritier, Histoire diplomatique de la Grèce de 1821 à nos jours : La Grèce et la Grande Guerre - De la Révolution turque au traité de Lausanne (1908-1923), t. V, PUF, 1926 (lire en ligne).
- (fr) François Lenormant, La Grèce et les îles Ioniennes : études de politique et d'histoire contemporaine, Paris, Michel Lévy frères, 1865 (lire en ligne).
- Apostolos Vacalopoulos, Histoire de la Grèce moderne, Roanne, Horvath, 1975, 330 p. (ISBN 2-7171-0057-1).

### Courtes descriptions des intronisations sur le site de l'ancienne famille royale
- (el) « Άφιξη και ενθρόνιση Βασιλέως Γεωργίου Α' », sur The Greek Royal Family (consulté le 19 mars 2023).
- (el) « Ενθρόνιση Βασιλέως Κωνσταντίνου Α' », sur The Greek Royal Family (consulté le 19 mars 2023).
- (el) « Ενθρόνιση Βασιλέως Αλέξανδρου », sur The Greek Royal Family (consulté le 19 mars 2023).
- (el) « Πρώτη ενθρόνιση Βασιλέως Γεωργίου Β' », sur The Greek Royal Family (consulté le 19 mars 2023).
- (el) « Ενθρόνιση Βασιλέως Παύλου », sur The Greek Royal Family (consulté le 19 mars 2023).
- (el) « Ενθρόνιση Βασιλέως Κωνσταντίνου Β' », sur The Greek Royal Family (consulté le 19 mars 2023).

### Vidéos de l'intronisation de Constantin II
- (en) « King Constantine Takes Oath of Office Following Death of His Father King Paul (1964) », sur British Pathé, 1964 (consulté le 19 mars 2023).
- (en) « Prince Constantine is King of Greece (1964) », sur British Pathé, 1964 (consulté le 19 mars 2023).
- (en) « King Constantine Takes Oath (1964) », sur British Pathé, 1964 (consulté le 19 mars 2023).

### Archives grecques en lien avec les investitures royales
- (el) « Αρχείο COL027.11 - Ορκωμοσία του βασιλιά Γεωργίου Α΄ (Κ152) », sur Γενικά Αρχεία του Κράτους - Κεντρική Υπηρεσία (consulté le 21 janvier 2024).
- (el) Γιώργου Λεκάκη, « Το Πρακτικό της ορκωμοσίας του Γεωργίου Β΄ το 1922 », sur Αρχείον Πολιτισμού,‎ 2018 (consulté le 21 janvier 2024).
- (el) « Επιστολή του Ελ. Βενιζέλου προς τον Α. Ρωμάνο σχετικά με το ζήτημα της ορκωμοσία του Γεωργίου ενώπιον της Βουλής και της παρεξήγησης που είχε δημιουργηθεί μεταξύ των δύο », sur Ψηφιακό αρχείο Ελευθερίου Βενιζέλου (consulté le 21 janvier 2024).